# 양산 통도사 장경각
양산 통도사 장경각(梁山 通度寺 藏經閣)은 대한민국 경상남도 양산시 하북면 지산리, 통도사에 있는 장경각이다.
1985년 11월 14일 경상남도의 문화재자료 제144호 통도사 장경각으로 지정되었다가, 2018년 12월 20일 현재의 명칭으로 변경되었다.

## 개요
통도사는 우리나라 3대 사찰 중 하나로 신라 선덕여왕 15년(646)에 자장율사가 석가모니의 사리와 의복 1벌을 당나라에서 가져와 모시고 세운 절이다. 현재는 대웅전을 비롯하여 극락전, 약사전, 관음전, 응진전, 장경각 등 총 65동의 건물이 있다.
통도사는 상노전·중노전·하노전 등 세 부분으로 구분하는데, 장경각은 중노전에 속하는 건물로 세운 시기는 알 수가 없다.
해장보각 뒤편에 있는 장경각은 앞면 3칸 ·옆면 1칸의 규모이며, 지붕은 옆면에서 볼 때 사람 인(人)자 모양인 맞배지붕이다. 지붕 처마를 받치기 위해 장식하여 만든 공포는 기둥 위에만 있는 주심포 양식으로 꾸몄다. 건물 안에는 승려들이 공부하던 교과 과정의 경전인 능엄경, 기신론, 금강경오가해, 조당집, 법수, 사집 등 15종의 경판을 보관하고 있다.

## 참고 자료
- 양산 통도사 장경각 - 국가유산청 국가유산포털